# Oracula vivae vocis
Der lateinische Ausdruck Oracula vivae vocis bedeutet „mündliche Bestimmungen“, entsprechend vivae vocis oraculo „durch mündliche Bestimmung“. Der Terminus wird im Kanonischen Recht für Entscheidungen des Papstes oder von Leitern der päpstlichen Dikasterien gebraucht, die mündlich getroffen wurden, aber (noch) nicht schriftlich vorliegen. Sie sind innerhalb der Kurie bindend, sobald sie ausgesprochen sind, nach außen jedoch nur, wenn ihre Existenz bewiesen ist.